# Åkersberga
Åkersberga este un oraș în Suedia.

## Demografie
| \| Evoluția demografică a zonei urbane Åkersberga, 1970–2015 \| Evoluția demografică a zonei urbane Åkersberga, 1970–2015 \| Evoluția demografică a zonei urbane Åkersberga, 1970–2015 \| Evoluția demografică a zonei urbane Åkersberga, 1970–2015 \| Evoluția demografică a zonei urbane Åkersberga, 1970–2015 \| \| --------------------------------------------------------------------------------------- \| --------------------------------------------------------- \| --------------------------------------------------------- \| --------------------------------------------------------- \| --------------------------------------------------------- \| \| An \| \| \| Locuitori \| \| \| 1970 \| 1970 \| \| 11.875 \| 11.875 \| \| 1975 \| 1975 \| \| 17.700 \| 17.700 \| \| 1980 \| 1980 \| \| 20.357 \| 20.357 \| \| 1990 \| 1990 \| \| 23.556 \| 23.556 \| \| 1995 \| 1995 \| \| 23.871 \| 23.871 \| \| 2000 \| 2000 \| \| 24.858 \| 24.858 \| \| 2005 \| 2005 \| \| 26.727 \| 26.727 \| \| 2010 \| 2010 \| \| 28.033 \| 28.033 \| \| 2015 \| 2015 \| \| 32.659 \| 32.659 \| \| Sursa: SCB - Statistika Centralbyrån, Folkmängden per tätort. Vart femte år 1960 - 2016 \| \| \| \| \| |      |  |           |        |
| Evoluția demografică a zonei urbane Åkersberga, 1970–2015 |      |  |           |        |
| An |      |  | Locuitori |        |
| 1970 | 1970 |  | 11.875    | 11.875 |
| 1975 | 1975 |  | 17.700    | 17.700 |
| 1980 | 1980 |  | 20.357    | 20.357 |
| 1990 | 1990 |  | 23.556    | 23.556 |
| 1995 | 1995 |  | 23.871    | 23.871 |
| 2000 | 2000 |  | 24.858    | 24.858 |
| 2005 | 2005 |  | 26.727    | 26.727 |
| 2010 | 2010 |  | 28.033    | 28.033 |
| 2015 | 2015 |  | 32.659    | 32.659 |
| Sursa: SCB - Statistika Centralbyrån, Folkmängden per tätort. Vart femte år 1960 - 2016 |      |  |           |        |